# إميل البستاني
إيميل بستاني (بالإنجليزية: Emile Boustany)‏ (2002-1909)، جنرال وضابط سابق في القوات المسلحة اللبنانية، شغل منصب قائد الجيش اللبناني في الفترة من 1 يوليو 1965 وحتى 6 يناير 1970. تمت ترقيته لرتبة عماد في 11 يوليو 1965 وأحيل على التقاعد في 7 يناير 1970.

## الأوسمة والميداليات
خلال مساره العسكري الذي بدأ منذ ثلاثينيات القرن الماضي، حصل إيميل بستاني على عدة أوسمة وميداليات، وهي كالتالي :
- وسام الاستحقاق اللبناني.
- وسام الاستحقاق السوري من الدرجة الثانية.
- ميدالية فلسطين التذكارية.
- وسام الأرز الوطني من درجة فارس.
- وسام فانيكس من رتبة كومندور.
- وسام الحرب ذو النجمة الفضية.
- ميدالية الاستحقاق اللبناني المذهبة.
- وسام الأرز الوطني من رتبة ضابط.
- وسام الاستحقاق الأمريكي.
- وسام العرش المرّاكشي من درجة ضابط كبير.
- وسام النسر للطيران من الدرجة الممتازة.
- الوسام التذكاري الذهبي لقداسة البابا لاوون الثالث عشر من بطركية الّلاتين في القدس.
- وسام الأرز الوطني من رتبة كومندور.
- ميدالية الجدارة من وزير الداخلية.
- وسام الاستحقاق البرازيلي من درجة ضابط أكبر.
- وسام الاستحقاق الهايتي من درجة الوشاح الأكبر.
- الوسام الوطني السنغالي من رتبة ضابط أكبر.
- الوشاح الأكبر الحبشي.
- وسام الاستقلال الأردني من الدرجة الاولى.
- وسام الأرز الوطني من درجة ضابط أكبر.
- الوسام العسكري.